# 10 Stories Down
10 Stories Down è un album in studio del gruppo musicale britannico The Pineapple Thief, pubblicato nel 2003.

## Tracce
1. Prey for Me – 6:39
2. Clapham – 3:27
3. Wretchred Soul – 4:45
4. The World I Always Dreamed Of – 4:30
5. Start Your Descent – 4:42
6. My Own Oblivion – 4:17
7. It's Just You and Me – 4:14
8. The Answers – 7:29
9. From Where You're Standing – 5:44
10. I Will Light Up Your Eyes – 4:26
11. Who Will Light Up Your Eyes? – 16:09

## Formazione
- Bruce Soord – voce, chitarra, tastiera, percussioni
- Steve Kitch – pianoforte, Rhodes, tastiera, mellotron
- Jon Sykes – basso, cori
- Nik Lang - batteria